# آندره بلوچ (آهنگساز)
آندره بلوچ (انگلیسی: André Bloch; ۱۴ ژانویهٔ ۱۸۷۳ – ۷ اوت ۱۹۶۰) آهنگساز، و مربی موسیقی اهل فرانسه بود.

## افتخارات
وی همچنین برندهٔ جوایزی همچون لژیون دونور و جایزه بزرگ رم شده‌است.